# Gyangzê
Gyangzê (chữ Tạng: རྒྱལ་རྩེ་རྫོང་; Wylie: rgyal rtse rdzong; ZWPY: Gyangzê Zong; tiếng Trung: 江孜县; bính âm: Jiāngzī Xiàn, Hán Việt: Giang Tư huyện) là một huyện của địa khu Xigazê (Nhật Khách Tắc), khu tự trị Tây Tạng, Trung Quốc.

### Trấn
- Giang Tư (江孜镇)

### Hương
| - Nạp Như (纳如乡) - Khải Mạch (卡麦乡) - Khải Đôi (卡堆乡) - Tạng Cải (藏改乡) - Nhật Lãng (日朗乡) - Đạt Tư (达孜乡) | - Nhiệt Tác (热索乡) - Trọng Tư (重孜乡) - Long Mã (龙马乡) - Tử Kim (紫金乡) - Giang Nhiệt (江热乡) - Niên Đôi (年堆乡) | - Khang Trác (康卓乡) - Kim Dát (金嘎乡) - Nhật Tinh (日星乡) - Nhiệt Long (热龙乡) - Xa Nhân (车仁乡) - Gia Khắc Tây (加克西乡) |

Gyangzê
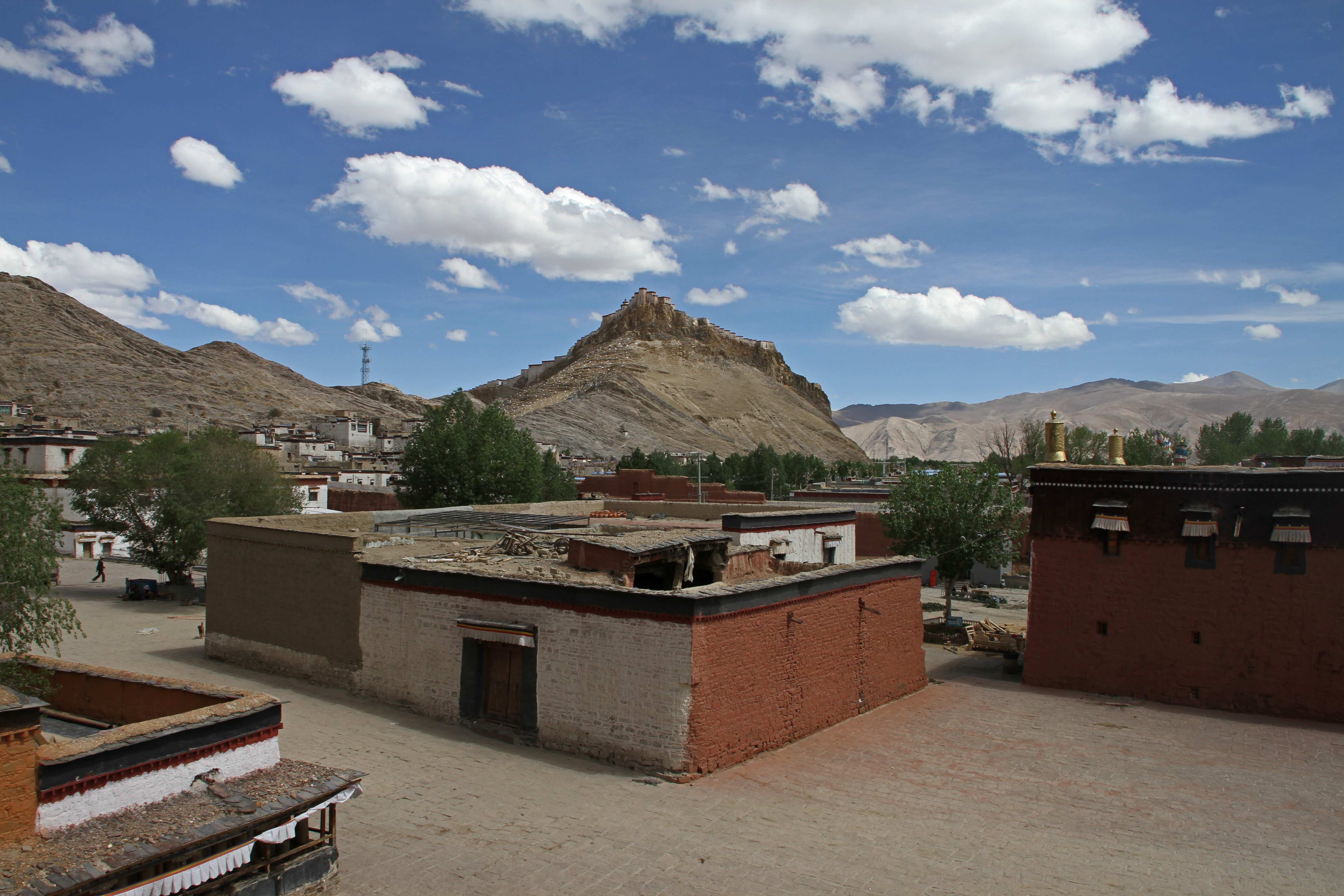
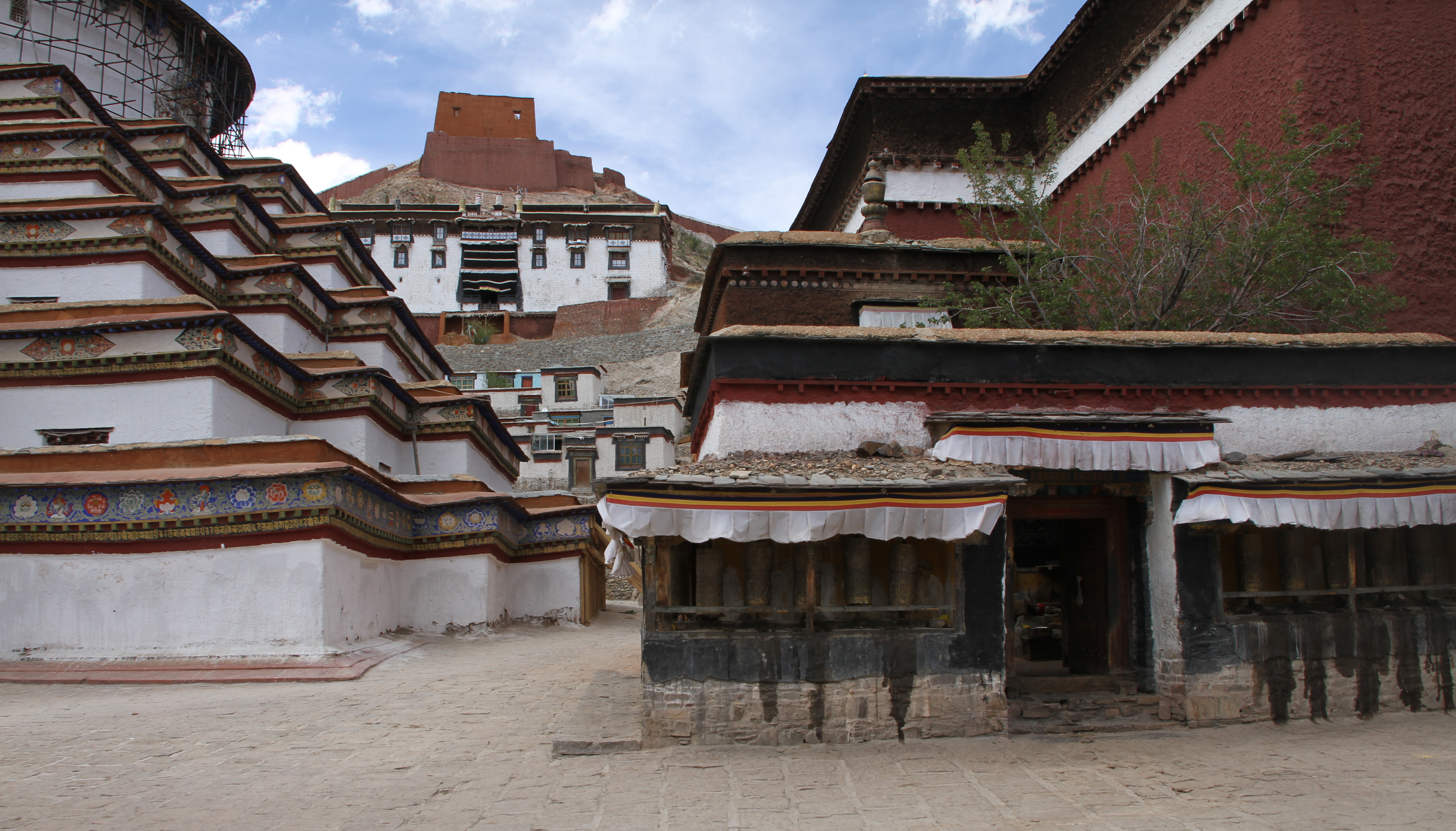
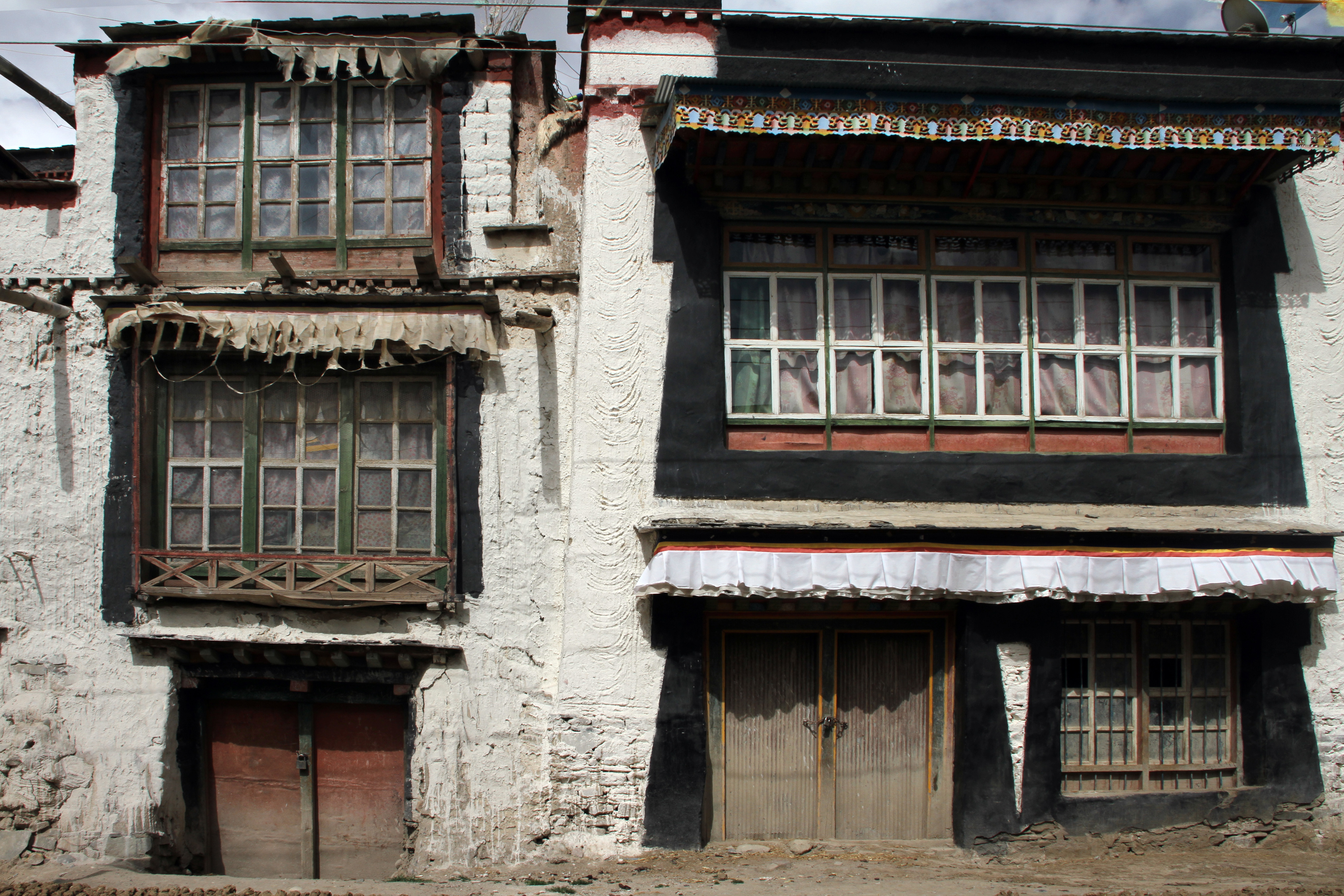
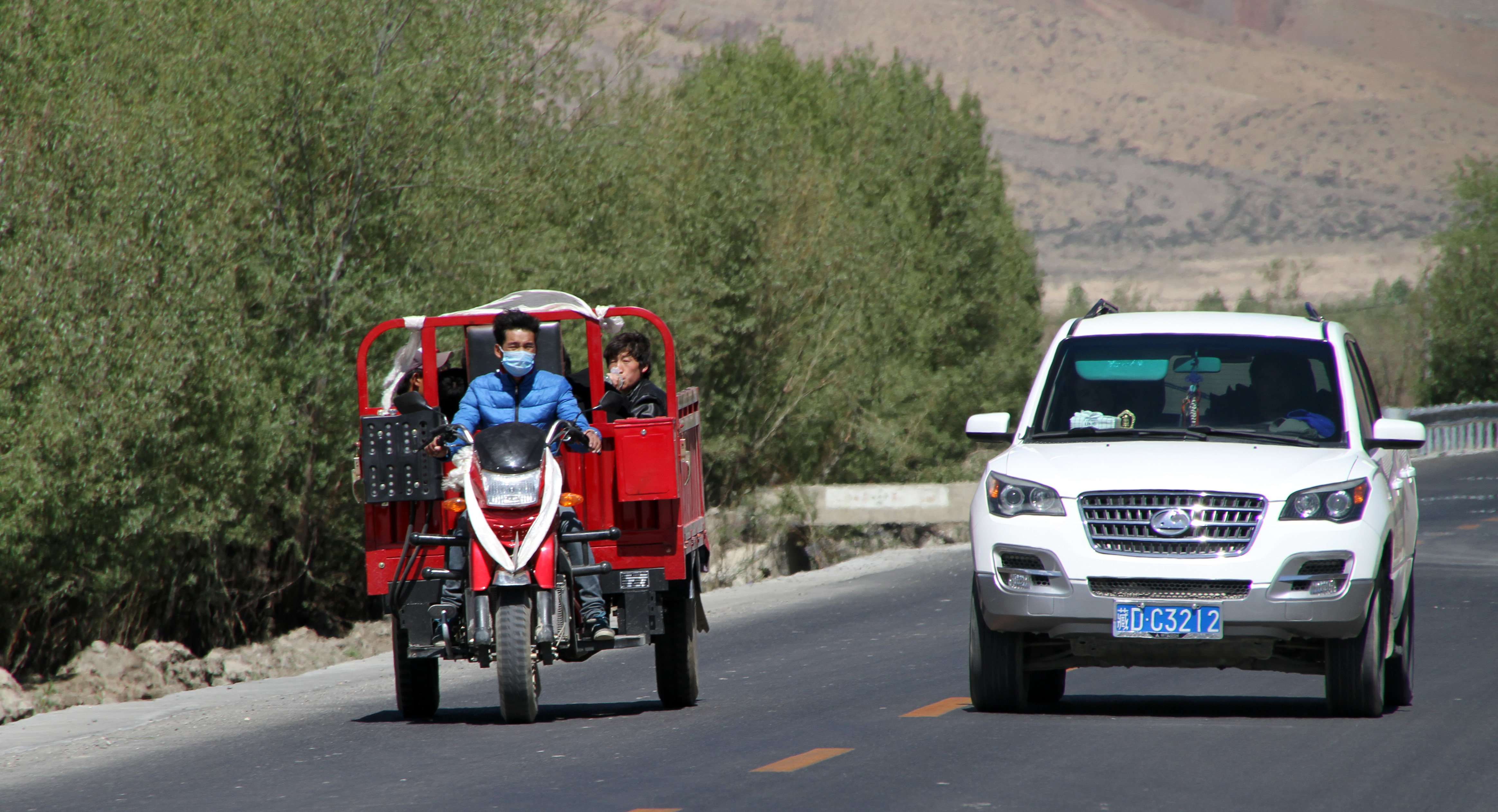
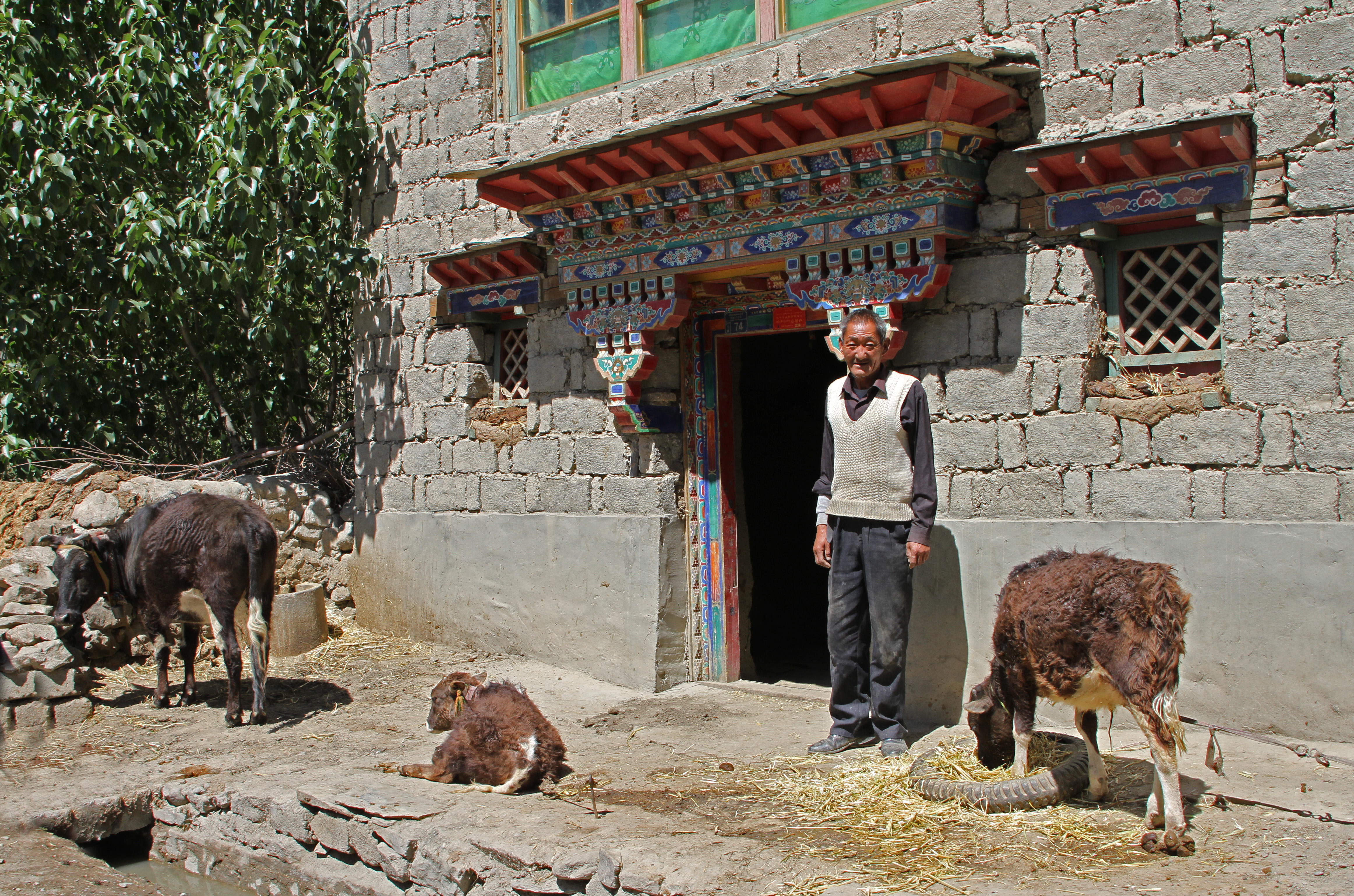
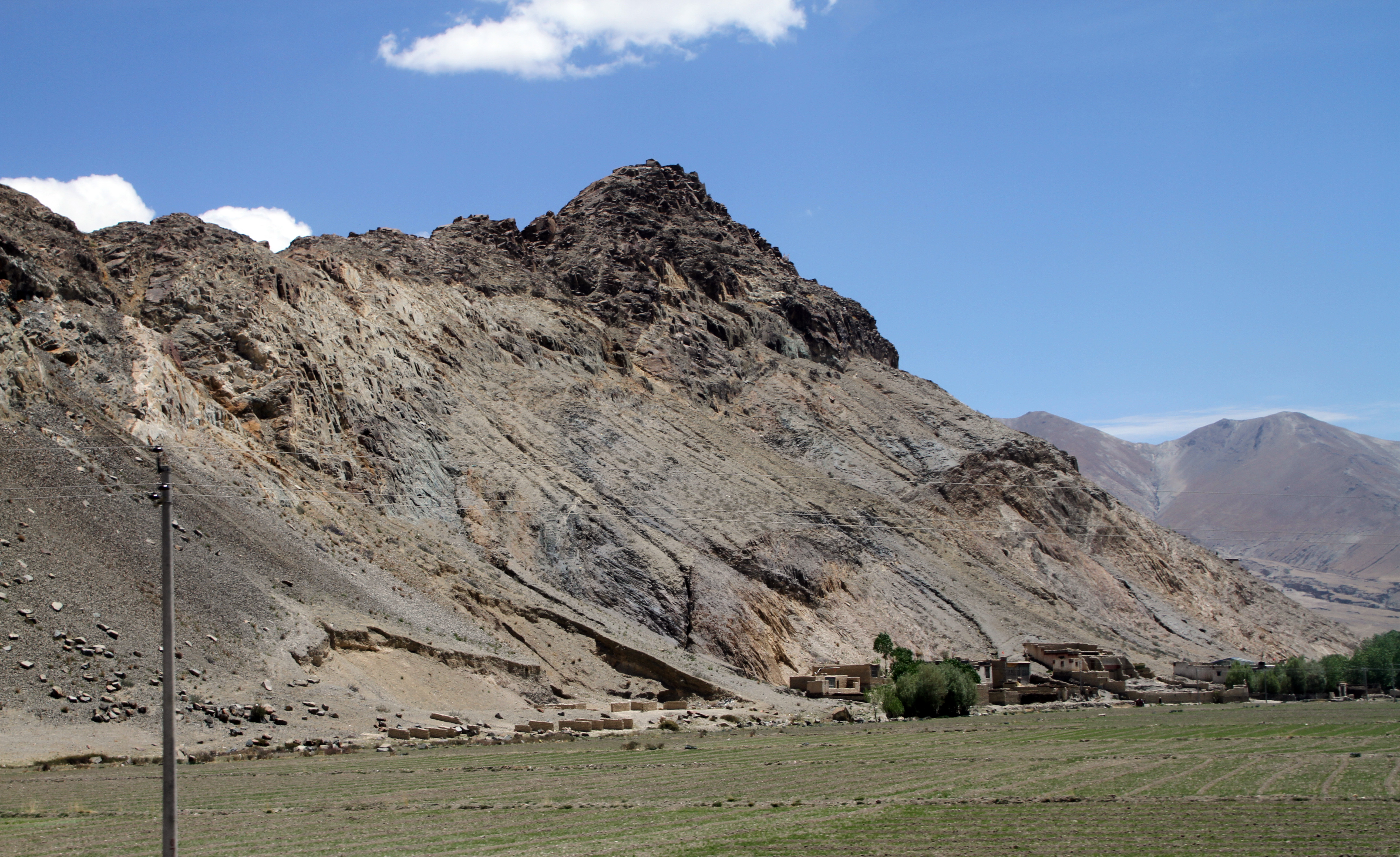